# Felipe da Silva Dalbelo Dias
Felipe da Silva Dalbelo Dias (Guaratinguetá, Brasil; 31 de julio de 1984), más conocido como Felipe, es un futbolista brasileño que juega como defensa central en el SPAL 2013 de la Serie A italiana.

## Trayectoria

### Udinese
Felipe comenzó su carrera con el Udinese Calcio , donde hizo su debut en el primer equipo en abril de 2003. ha demostrado ser un defensa central fiable en la Serie A, especialmente en la temporada 2005-06 para el club en la UEFA Champions League .
En la temporada 2006-07, Felipe se perdió el resto de la temporada después de lesionarse en enero. Volvió al equipo en septiembre de 2007 y se convirtió en uno de los jugadores clave que ayudaron a Udinese a clasificarse para la Copa de la UEFA 2008-09. Pero otra lesión en marzo de 2008 significó que se perdiera el resto de la temporada y no regresara hasta noviembre de 2008, jugando 6 partidos en la Copa de la UEFA 2008-09.
En la temporada 2009-10, Felipe no tuvo continuidad ya que el entrenador prefirió a Andrea Coda y Christian Zapata como la pareja de centrales. En esa temporada solo jugó 3 partidos de liga.

### Fiorentina
El 2 de enero de 2010, Felipe es cedido a la Fiorentina con una opción de compra de 3 millones de euros. Hizo su debut para la Viola en un 5-1 sobre el Siena. En junio de 2010 la Fiorentina extirpó los derechos de ficharlo. Después de una actuación decepcionante, fue cedido al Cesena el 31 de enero de 2011. El 21 de agosto de 2012 fue contratado por el Siena.

### Inter de Milán
Después de ser liberado de Parma, Felipe se unió Internazionale el 26 de febrero de 2015, en un contrato de seis meses.

## Clubes
| Club           | País   | Año         |
| -------------- | ------ | ----------- |
| Udinese Calcio | Italia | 2003 - 2009 |
| Fiorentina     | Italia | 2010        |
| Cesena         | Italia | 2011        |
| Siena          | Italia | 2012-2013   |
| Parma FC       | Italia | 2013-2014   |
| Inter de Milán | Italia | 2015        |